# Liste der Biografien/Ns
Liste der Biografien |
Portal Biografien |
Personensuche
# |
A |
B |
C |
D |
E |
F |
G |
H |
I |
J |
K |
L |
M |
N |
O |
P |
Q |
R |
S |
T |
U |
V |
W |
X |
Y |
Z |
?
 
Na |
Nb |
Nc |
Nd |
Ne |
Nf |
Ng |
Nh |
Ni |
Nj |
Nk |
Nl |
Nm |
Nn |
No |
Nr |
Ns |
Nt |
Nu |
Nv |
Nw |
Nx |
Ny |
Nz
Die Liste der Biografien führt alle Personen auf, die in der deutschsprachigen Wikipedia einen Artikel haben. Dieses ist eine Teilliste mit 54 Einträgen von Personen, deren Namen mit den Buchstaben „Ns“ beginnt.

## Ns
- NS Yoon-G (* 1988), südkoreanische Sängerin und Schauspielerin

### Nsa
- Nsabi, Alphonse Daniel (1920–1989), tansanischer Geistlicher, römisch-katholischer Bischof von Kigoma
- Nsabimana, Adinett, US-amerikanische Schauspielerin
- Nsabimana, Déogratias († 1994), ruandischer Militär
- N’Sakala, Fabrice (* 1990), französisch-kongolesischer Fußballspieler
- Nsaliwa, Tamandani (* 1982), kanadischer Fußballspieler
- Nsame, Jean-Pierre (* 1993), kamerunisch-französischer FußballspielerJean-Pierre Nsame (* 1993)

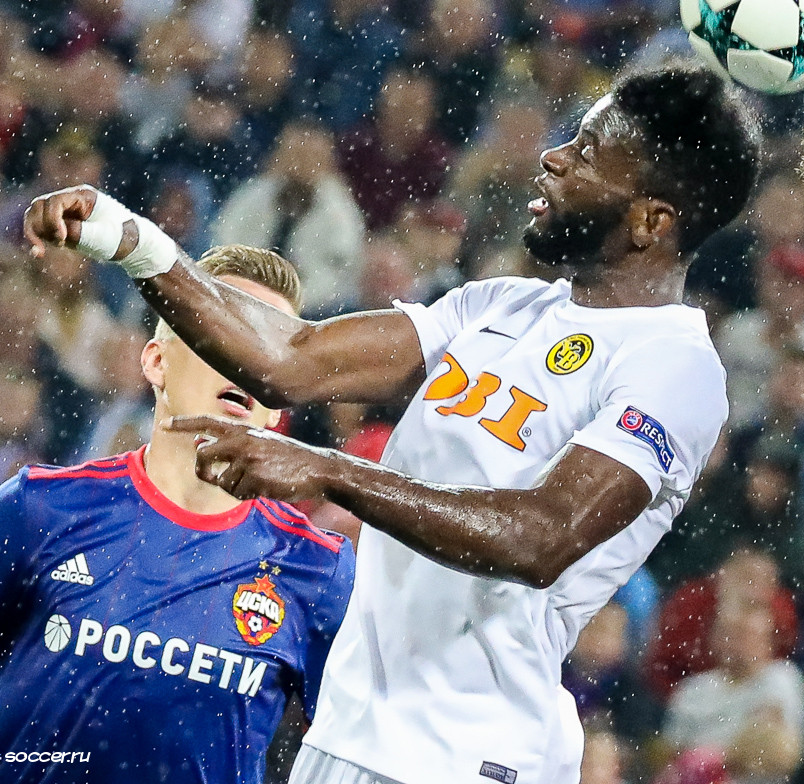
Jean-Pierre Nsame (* 1993)

- N’sanda, Albert (* 1985), deutscher Sänger, Songwriter, Entertainer und Musikproduzent
- Nsanzabaganwa, Monique (* 1971), ruandische Wirtschaftswissenschaftlerin und Vizepräsidentin der Kommission der Afrikanischen Union
- Nsanze, Augustin (* 1953), burundischer Politiker
- Nsanzimana, Sabin, ruandischer Gesundheitsminister
- Nsanzimana, Sylvestre (1936–1999), ruandischer Politiker, Premierminister von Ruanda
- Nsayi, Bernard (1943–2021), kongolesischer Geistlicher und römisch-katholischer Bischof von Nkayi

### Nsc
- Nschdeh, Garegin (1886–1955), armenischer Staatsmann und Militärstratege

### Nse
- Nsekera, Lydia (* 1967), burundische Sportfunktionärin
- N’Senga, Jonathan (* 1973), belgischer Hürdenläufer
- Nsengimana, Olivier, ruandischer Veterinärmediziner und Umweltschützer
- Nsengiyaremye, Dismas (* 1945), ruandischer Politiker, Premierminister Ruandas
- Nsengiyumva, Anatole (1950–2024), ruandischer Oberstleutnant, Beteiligter am Genozid 1994
- Nsengiyumva, Julien (* 1978), ruandischer Fußballspieler
- Nsengiyumva, Justin (* 1971), ruandischer Ökonom und Premierminister
- Nsengiyumva, Roger Jean (* 1994), britisch-ruandischer Schauspieler
- Nsengiyumva, Vincent (1936–1994), ruandischer Geistlicher und römisch-katholischer Erzbischof von Kigali
- Nsenu, Oguzoeme (* 1958), nigerianische Sprinterin
- Nsereko, Daniel David Ntanda (* 1941), ugandischer Jurist
- Nsereko, Savio (* 1989), deutscher FußballspielerSavio Nsereko (* 1989)

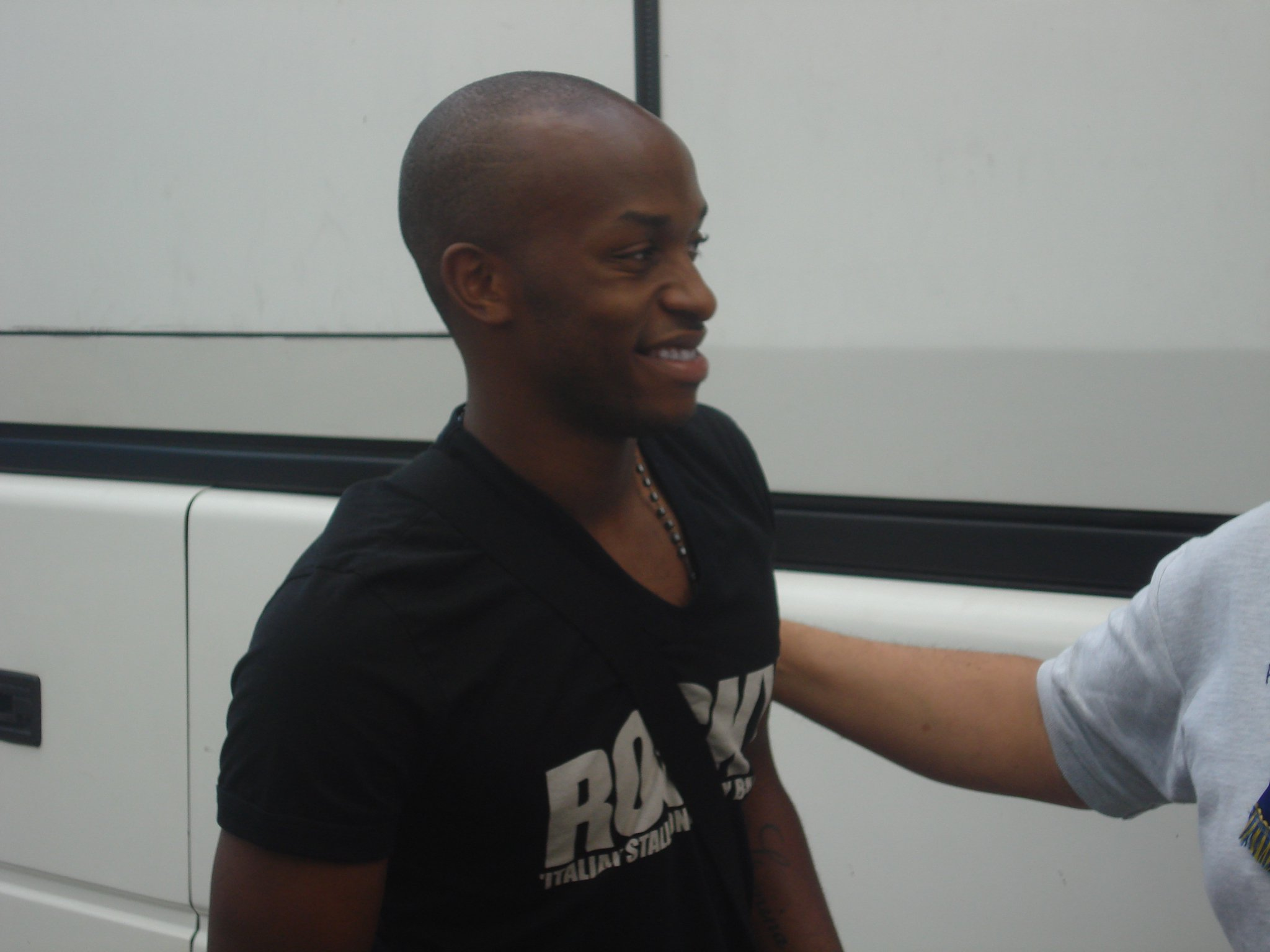
Savio Nsereko (* 1989)

### Nsh
- Nshimirimana, Joachim (* 1973), burundischer Marathonläufer

### Nsi
- Nsiah, Jacqueline, Filmkritikerin
- Nsiah, Vida (* 1976), ghanaische Sprinterin
- Nsiala, Clinton (* 2004), französischer Fußballspieler
- Nsibambi, Apolo (1940–2019), ugandischer Politiker, Premierminister Ugandas (1999–2011)
- Nsibandze, Ben (1931–2021), eswatinischer Politiker, Premierminister von Swasiland
- Nsielele Zi Mputu, Fidèle (* 1950), kongolesischer Geistlicher, emeritierter römisch-katholischer Bischof von Kisantu
- N’Simba, Vital (* 1993), kongolesisch-angolischer Fußballspieler
- N’singa Udjuu Ongwabeki Untubu, Joseph (1934–2021), kongolesischer Politiker (Zaire)
- Nsingi, Plamedi (* 2000), kongolesisch-französischer Fußballspieler
- Nsio, Paul (* 2006), englischer Fußballspieler

### Nso
- Nsofwa, Chaswe (1978–2007), sambischer Fußballspieler
- N’Soki, Stanley (* 1999), französischer FußballspielerStanley N’Soki (* 1999)

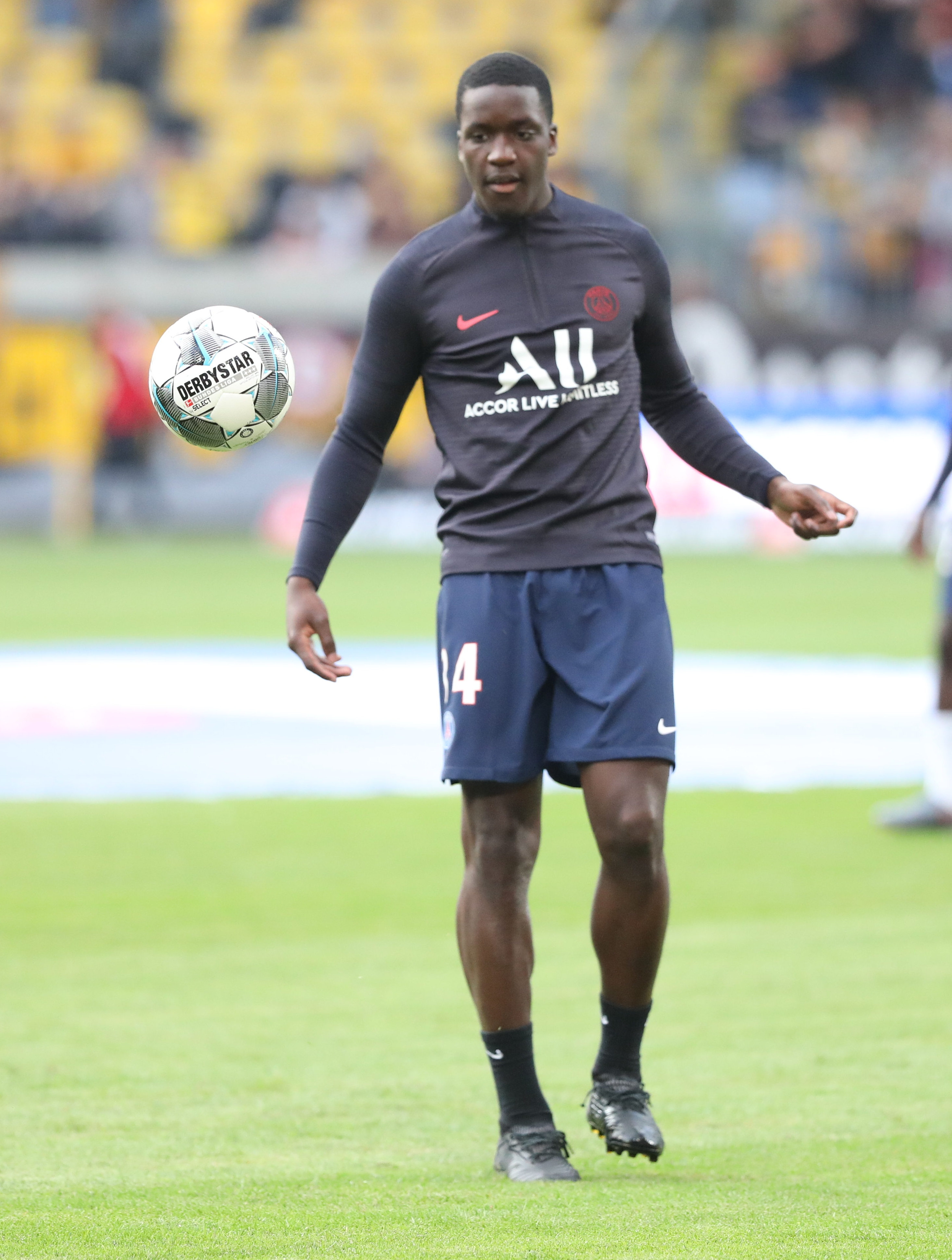
Stanley N’Soki (* 1999)

- Nsona, Kélian (* 2002), französischer Fußballspieler
- N’Sondé, Wilfried (* 1968), französischer Schriftsteller
- Nsor, Kwame (* 1992), ghanaischer Fußballspieler
- Nsotse, Nii Ashitey (* 1955), ghanaischer Musiker und Trommellehrer
- N'Soumer, Lalla Fatma (1830–1863), algerische Widerstandskämpferin

### Nst
- Nstasia, US-amerikanische Songwriterin und R&B-Sängerin

### Nsu
- Nsua, Manuel Osa Nsue (* 1976), äquatorialguineischer Politiker und Bankier
- Nsubuga, Emmanuel Kiwanuka (1914–1991), ugandischer Geistlicher, Erzbischof von Kampala und Kardinal der römisch-katholischen Kirche
- Nsue Edjang Mayé, Juan (* 1957), äquatorialguineischer Geistlicher, Erzbischof von Malabo
- Nsue, Emilio (* 1989), spanisch-äquatorialguineischer Fußballspieler
- Nsue, Fabián, äquatorialguineischer Rechtsanwalt und politischer Häftling
- Nsumbu, Dituabanza (* 1982), kongolesischer Fußballspieler (Demokratische Republik Kongo)
- Nsumbu, Dituabanza (* 1982), kongolesischer Fußballspieler (Demokratische Republik Kongo)
- Nsumbu, Mazuwa (* 1982), kongolesischer Fußballspieler
- Nsundano I., traditioneller Führer der Masubia